# Vîșenka, Hmilnîk
Vîșenka (în ucraineană Вишенька) este localitatea de reședință a comunei Vîșenka din raionul Hmilnîk, regiunea Vinnița, Ucraina.

## Demografie
Componența lingvistică a localității Vîșenka
     Ucraineană (99,05%)
     Alte limbi (0,95%)
Conform recensământului din 2001, majoritatea populației localității Vîșenka era vorbitoare de ucraineană (99,05%), existând în minoritate și vorbitori de alte limbi.